# 361
361 foi um ano comum do século IV que teve início e terminou a uma segunda-feira, segundo o Calendário Juliano. A sua letra dominical foi G.
| Ano completo                         |
| ------------------------------------ |
| Ano comum com início à segunda-feira |

## Eventos
- A imperatriz Jingo do Japão invade a Coreia (até 390).

## Mortes
- 3 de Novembro - Constâncio II, imperador romano.